# Andrena ispida
Andrena ispida är en biart som beskrevs av Warncke 1965. Andrena ispida ingår i släktet sandbin, och familjen grävbin. Inga underarter finns listade i Catalogue of Life.